# Bo Svensson
Bo Svensson (Skørping, 4 augustus 1979) is een Deens voormalig voetballer en huidig voetbaltrainer die doorgaans speelde als centrale verdediger. Hij was tussen 1999 en 2014 actief voor FC Kopenhagen, Borussia Mönchengladbach en Mainz 05. Svensson maakte in 2006 zijn debuut in het Deens voetbalelftal en kwam uiteindelijk tot drie interlandoptredens. In december 2024 werd hij ontslagen als trainer van Union Berlin.

## Clubcarrière
Svensson speelde in de jeugd voor Kjøbenhavns Boldklub, het tweede elftal van FC Kopenhagen. In juni 1999 werd hij doorgeschoven naar het eerste elftal waarin hij in september van dat jaar debuteerde. Hij groeide al snel uit tot vaste waarde en werd opgeroepen voor Denemarken –21. Onder leiding van hoofdtrainer Roy Hodgson werd Svensson in 2001 voor het eerst Deens landskampioen. Dit kunstje herhaalde de club in 2003 en 2004. Ook won Svensson met FC Kopenhagen in 2004 de DBU Pokalen.
In januari 2006 verliet hij de club om aan de slag te gaan bij het Duitse Borussia Mönchengladbach. Door zijn prestaties bij die club werd Svensson voor het eerst opgeroepen voor het Deens voetbalelftal door bondscoach Morten Olsen. Hij maakte in mei 2006 zijn debuut in de nationale ploeg. Na anderhalf jaar bij Mönchengladbach verkaste Svensson naar Mainz 05. Hier bleef hij tot hij stopte als voetballer, na afloop van het seizoen 2013/14.

## Interlandcarrière
Svensson debuteerde op 27 mei 2006 in het Deens voetbalelftal. Op die dag werd met 1–1 gelijkgespeeld tegen Paraguay. De verdediger mocht van bondscoach Morten Olsen in de basis beginnen en hij speelde de volledige negentig minuten mee in het vriendschappelijke duel.
| Interlands van Bo Svensson voor Denemarken | Interlands van Bo Svensson voor Denemarken | Interlands van Bo Svensson voor Denemarken | Interlands van Bo Svensson voor Denemarken | Interlands van Bo Svensson voor Denemarken | Interlands van Bo Svensson voor Denemarken |
| №                                          | Datum                                      | Wedstrijd                                  | Uitslag                                    | Competitie                                 | Goals                                      |
| Als speler van Borussia Mönchengladbach    | Als speler van Borussia Mönchengladbach    | Als speler van Borussia Mönchengladbach    | Als speler van Borussia Mönchengladbach    | Als speler van Borussia Mönchengladbach    | Als speler van Borussia Mönchengladbach    |
| ------------------------------------------ | ------------------------------------------ | ------------------------------------------ | ------------------------------------------ | ------------------------------------------ | ------------------------------------------ |
| 1                                          | 27 mei 2006                                | Denemarken – Paraguay                      | 1 – 1                                      | Vriendschappelijk                          |                                            |
| Als speler van Mainz 05                    |                                            |                                            |                                            |                                            |                                            |
| 2                                          | 29 maart 2011                              | Slowakije – Denemarken                     | 1 – 2                                      | Vriendschappelijk                          |                                            |
| 3                                          | 4 juni 2011                                | IJsland – Denemarken                       | 0 – 2                                      | EK 2012 kwalificatie                       |                                            |

## Trainerscarrière
Na afloop van zijn carrière als voetballer ging Svensson aan de slag als jeugdtrainer bij zijn de club waar hij zijn spelerscarrière afsloot, Mainz 05. Hier kreeg hij in 2017 het –19-elftal onder zijn hoede, het hoogste jeugdteam van de club. In 2019 werd hij aangesteld als hoofdtrainer van FC Liefering in Oostenrijk. De club dient als reserveteam van Red Bull Salzburg. Onder zijn leiding eindigde het jonge team op de derde positie van de competitie. In het daaropvolgende seizoen 2020/21 stond het team na dertien wedstrijden op de tweede positie.
Zijn voormalige club Mainz 05 stelde Svensson op 4 januari 2021 aan als de nieuwe hoofdtrainer van de club. Hij kreeg het voor elkaar om de club vanuit degradatienood naar een veilige positie te leiden. De volgende twee seizoenen behaalde het team telkens een positie in de bovenste helft van de ranglijst, waarmee ze kans maakten op deelname aan de UEFA Europa Conference League. Op 2 november 2023 maakten Mainz en Svensson bekend uit elkaar te gaan, nadat er negen wedstrijden op rij geen punten waren behaald. Met ingang van het seizoen 2024/25 was Svensson werkzaam voor Union Berlin. De clubleiding besloot in december 2024 om de trainer te ontslaan  nadat in de laatste acht competitieduels drie punten behaald werden.